# Porciúncula
Porciúncula é um município brasileiro do estado do Rio de Janeiro. O município é o mais setentrional do estado do Rio de Janeiro e dista 693 km do município mais meridional do Rio de Janeiro, Paraty, do seu ponto mais ao norte (3º Distrito de Santa Clara), e 673 km na sede da prefeitura da cidade. Homenageia José Tomás da Porciúncula, primeiro governador do Estado do Rio de Janeiro eleito no período republicano.
A cidade ocupa uma área de 302,2 km², dividindo-se em três distritos: Porciúncula (sede), Purilândia (2º Distrito) e Santa Clara (3º Distrito). Localizado a 190 metros de altitude e conta com uma população, conforme estimativas do IBGE de 2021, de 19 068 habitantes.

## Etimologia

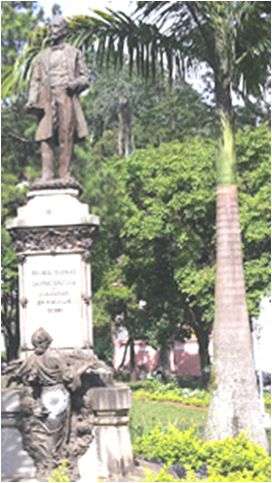
Estátua de José Tomás da Porciúncula, na Praça da Liberdade, na cidade de Petrópolis. (2016)

Outrora denominado de Santo Antônio de Carangola, o lugar deve sua atual denominação à sua estação ferroviária, esta que foi edificada, em parte, através dos conflitos entre a população local e as Estrada de Ferro de Carangola e a Estrada de Ferro Leopoldina que reivindicava que o trem que passava pela região atendesse a localidade com uma parada ferroviária.
O histórico do conflito teve início quando o médico e político Dr. Francisco Portela da cidade de Campos dos Goytacazes (RJ), tinha o desejo de interligar a cidade de Campos a Tombos de Carangola (MG), através de uma estrada de ferro que facilitasse a comunicação entre essas duas localidades; como forma de progredir o futuro econômico da região. Junto com outros homens de posição da então província fluminense assinou um contrato em abril de 1872 para o início da construção dessa ferrovia. Conquistadas adesões para o empreendimento o Dr. Portela sugeriu o traçado a ser executado pelos engenheiros. O Comendador Cardoso Moreira, homem rico e influente na região, tornou-se grande propagandista da estrada viajando pelas cidades de Natividade, Tombos de Carangola (atual cidade de Tombos, MG) e Santo Antônio de Carangola (atual cidade de Porciúncula, RJ).
Francisco Portela foi eleito o primeiro presidente da estrada de ferro e Cardoso Moreira seu 1º tesoureiro em 1874. Para a colocação da pedra fundamental para a edificação da estação esteve presente D. Pedro II e a princesa Isabel em 1875. No entanto a estrada depois do impulso inicial ficou longo tempo estacionada na localidade de Cachoeiro (atual Cardoso Moreira). Na época foi dito que tal atraso favorecia os negócios do filho de Cardoso Moreira que possuía um estabelecimento comercial no local dessa parada. O atraso prejudicava muito os fazendeiros da região que haviam também investido na estrada de ferro e contavam com as vantagens do escoamento do café pela via férrea.
Nessa época grande agitação aconteceu pelo traçado de outra ferrovia, a Estrada de Ferro Leopoldina, que estaria se dirigindo para Santa Luzia de Carangola (atual cidade de Carangola, MG). Não podendo estender a linha férrea até Muriaé, Cardoso Moreira tentou correr com suas obras e interceptar a Leopoldina em Santo Antônio de Carangola. Quando atingiram o povoado em 1886 a Leopoldina já tinha preparado o leito de sua linha, dessa forma obrigando a Estrada de Ferro Carangola a abandonar seus projetos em território mineiro.
O Comendador Cardoso Moreira depois de tentar embargar a obra da Leopoldina conseguiu um acordo com essa empresa. No entanto não havia estação em Santo Antônio de Carangola o que muito incomodava a sua população. Uma empresa inglesa comprou a Leopoldina e a Carangola em 1888. Grandes eventos ocorriam no país. Em 1889 foi proclamada a república no Brasil e Francisco Portela foi nomeado primeiro governador republicano do Estado do Rio pelo presidente, o Marechal Deodoro da Fonseca.
Mais tarde em virtude de mudanças políticas Portela foi deposto e José Tomás de Porciúncula foi eleito governador. Apesar de não ser natural da região, o Dr. Porciúncula deu atenção à petição do povo de Santo Antônio de Carangola. No entanto o caso da estação demorou a ser resolvido pois o trem não parava na estação e muitas brigas ocorreram entre o povo da cidade e funcionários da Estrada de Ferro Leopoldina. Em 1893 foi inaugurado o prédio da estação e os dirigentes da companhia deram o nome do governador Porciúncula à estação. O nome era uma homenagem de gratidão ao político que interviera diretamente nos conflitos em benefício da população local.

## História
Porciuncula costuma ser considerada um vale. Dadas à proximidade com as fronteiras com Minas Gerais e Espírito Santo, Porciúncula já foi considerada parte de três estados
Durante os primórdios do período colonial português, o Brasil esteve dividido em capitanias hereditárias; o território que forma o atual Município de Porciúncula coube a Pêro Góis da Silveira.
Até início do século XIX, as terras que hoje compõem o Município de Porciúncula mantiveram-se fora das correntes colonizadoras, estando sua origem e evolução muito ligadas ao crescimento de Itaperuna (RJ). Seu desbravamento verificou-se entre os anos de 1821 e 1831, quando José Lanes (ou Lana) Dantas Brandão fixou-se na zona do Rio Carangola, nas proximidades da atual Cidade de Natividade, desencadeando um fluxo migratório para quase toda a área que constitui, hoje, a região Noroeste Fluminense.
O progresso econômico e social verificado nessas terras logo chamou a atenção de autoridades civis e eclesiásticas, pois a população que crescia a cada dia, começava a reclamar assistência material e religiosa. Assim, no ano de 1879, foi criada a freguesia de Santo Antônio do Carangola, ainda em terras do Município de Campos, das quais se separou em 1885, passando a fazer parte do então recém criado município de Itaperuna.
Santo Antônio do Carangola teve seu nome mudado para Porciúncula, e, em 1947, foi criado o município do mesmo nome, desligando-se do território de Itaperuna.

## Geografia

### Meio ambiente
O município de Porciúncula é banhado pelo rio Carangola, sub-afluente do rio Paraíba do Sul, sendo assim integrante do Comitê da Bacia do Rio Paraíba do Sul. Em tempos passados, o município foi chamado de Santo Antônio do Carangola. O rio Carangola é um rio que banha duas unidades da federação, os estados de Minas Gerais e do Rio de Janeiro.

## Turismo
Pedra Elefantina - A Pedra da Elefantina tem 992 m de altura. Uma estrada rodeia a pedra e para completar o círculo e ter uma boa visão de suas dimensões leva-se cerca de 40 minutos por uma estrada de terra em boas condições. À distância dá a ideia de uma pedra côncava de enorme dimensões. Ao se rodear a pedra o formato do elefante é claro e surpreendente - a tromba bem definida, o traço da boca - que é uma grande ranhura na rocha, os olhos que são imensas cavernas na montanha. O elefante está deitado e é um espetáculo magnifico tanto pela incrível parecença como pelo tamanho. A extensão na superfície é cerca de 3 milhões de metros quadrados, o equivalente a um centro urbano de uma cidade interiorana. Uma escada em madeira auxiliava na escalada da pedra. Estava em más condições e a prefeitura está providenciando novos meios para sua escalada. Excursionistas locais sobem por um dos lados da pedra, e a subida é considerada íngreme. Comparando com a vista do mirante que o possui altura de cerca de 700 metros, a paisagem que ali se descortina é de extrema beleza alcançando os estados de Minas Gerais e Espírito Santo. Em torno da pedra vales e vegetação de grande beleza.
Porciúncula sedia etapas do circuito estadual de Voo Livre desde o início dos anos 1980, tendo, inclusive sediado etapas do Campeonato Brasileiro, além de grandes disputas em âmbito nacional.
A cidade é considerada o melhor ponto de Voo Livre do Estado do Rio de Janeiro, por suas favoráveis condições climáticas e geográficas, segundo Jan Eggen, primeiro homem a sobrevoar o céu de Porciúncula numa asa delta.
O Vale do Cristal é uma comunidade de produtores rurais situada ao noroeste fluminense no município de Porciúncula, divisa com Minas Gerais e Espírito Santo. Oferece ao visitante a tranqüilidade e a simplicidade do homem do campo com carinho e fraternidade que é uma característica dos moradores locais. Queda dágua de aproximadamente 20 metros de altura, local com formação de duchas em suas águas límpidas, transparentes e frias. O córrego Bom Jardim desce em corredeira, em meio a vegetação exuberante, com presença de diversas espécies de árvores como a canela, aroeira, angico, bambu e jacaré caracterizando a paisagem que circunda a cachoeira. Acima da queda dágua, aprazível piscina natural.
A queda dágua tem uma inclinação de 140 graus e altura aproximada de 20 metros. A água é limpa, de cor barrenta e fria, pois se encontra numa regiões mais altas do município. Local aprazível, devido a sua vegetação em torno, onde podemos avistar plantações de café, eucaliptos, áreas de pastagens além de um hangar e da casa-sede da Fazenda e suas benfeitorias. Acima da cachoeira forma-se uma piscina natural, sendo o local mais propício. A cachoeira tem altura aproximada de 30 metros e três saltos. A água é fria, transparente e limpa. Todo o rio é pedregoso, possuindo ótimos locais para banhos de sol, sendo o melhor lugar para se tomar banho a piscina natural formada logo após a queda dágua. Em torno, avista-se plantações de café, milho, além de bananeiras, goiabeiras, angico e jacaré. Acima da cachoeira vê-se o centro de Purilândia e abaixo a casa-sede da Fazenda.
Cachoeira de Cima
Situada no córrego São Sebastião, em trecho encachoeirado por uma distância de aproximadamente 100 metros, a cachoeira distingue-se na ambiência local. Possui quatro saltos com altura total de aproximadamente 30 metros, registrando-se acima e abaixo da cachoeira piscinas naturais, que são bons locais para banho. O rio é pedregoso, com grandes rochas; excelentes locais para o banho de sol. A água é limpa, transparente e de temperatura morna. Ao redor da cachoeira, destaca-se uma vegetação exuberante, com presença de arranha-gato, angico e bambu, os morros em torno e a vista do centro de Purilândia.
Cachoeirinha
A cachoeira tem altura aproximada de 15 metros e 30 metros de largura, possuindo 3 saltos. Águas límpidas, transparentes e de fria temperatura. Além das quedas, a correnteza nesse trecho do rio é forte, sendo possível o banho, acima da cachoeira e 50 metros, a sua frente, onde encontramos duas praias fluviais, sendo que a maior possui extensão aproximada de 20 metros e tem pouca profundidade. Ao redor do atrativo avista-se vegetação exuberante, com a presença de diversas árvores como canela, aroeira, angico, árvores frutíferas, áreas de pastagem e touceiras de bambu. Balneário Municipal da Cachoeirinha. Infraestrutura de apoio da Caichoeirinha em banheiros, vestiários, lanchonete e restaurante, assim como estrutura de apoio à pesca esportiva. Quadras de areia para esportes: futebol,volei,peteca e pista de caminhada, camping e trilhas para acesso a Pedra do Pirineu distante 2 km da cachoeira.
Igreja Matriz de Santo Antônio
Inicialmente no local foi construída uma capela dedicada a Santo Antônio no povoado que era denominado Santo Antônio de Carangola, antigo nome de Porciúncula. A capela ficava numa espécie de outeiro que hoje já não se percebe mais devido aos aterros nas ruas ao redor. Os aterros foram feitos para a cidade se proteger das constantes das enchentes provocadas pelo transbordamento do rio Carangola. A igreja foi reconstruída na década de 1920 e seu primeiro vigário chegou em 1925. Sofreu novas reformas nos anos posteriores. Possui pinturas do pintor português Funchal.
Casa do Artesão
A Casa do Artesão é organizada pela Secretaria de Cultura com o objetivo de promover o artesanato local. São feitas peças de sizal, jornal, matelassê, conta de lágrimas, bijuterias, objetos em couro e madeira e vagonite.

## Arquitetura
Como todos os municípios no Noroeste Fluminense, que passaram pelo período áureo das plantações de café, Porciúncula teve o seu auge de construções urbanas no final do século passado. Nas suas graciosas e bem cuidadas praças encontram-se residências ou armazéns do período eclético que caracterizaram as construções do final do século. Ao findar o século, os vários estilos, misturados e aclimatados desaguaram no ecletismo, cujo apogeu seria no princípio de Novecentos. Na esteira das transformações, as residências foram construídas ou reformadas de maneira a se adequarem ao novo modismo. Valorizavam-se os jardins, construíam-se casas com beirais de telhas aparentes muitas vezes esmaltadas, apareciam os chalés. Lambrequins bordavam os telhados e varandas. Vidros cortados em curvas e gradis trabalhados em ferro, importados por comerciantes ingleses, vedavam e adornavam sacadas. Algumas dessas residências encontradas em Porciúncula estão em bom estado, outras estão sendo restauradas. Essas construções ao lado de outras modernas na cidade, dão personalidade à cidade e nos contam um pouco de sua história. Além desses exemplares urbanos, a cidade conta com uma fazenda colonial ao lado do Parque de Exposições. A zona urbana alcançou o que, provavelmente em outras épocas, teria sido local de plantações dessa fazenda.
Estação Ferroviária de Porciúncula
Cia. E. F. Carangola (1886-1890) - Cia. Barão de Araruama (1890)- E. F. Leopoldina (1890-1975)
RFFSA (1975-1979) Inauguração: 20.06.1886 Uso atual: centro cultural sem trilhos 
Histórico da Linha: A linha que ligava a estação de Recreio a Santa Luzia (Carangola) teve a sua concessão e construção a cargo da Companhia Alto Muriaé, estabelecida em 1880. Em 2 de maio de 1883, a empresa foi incorporada pela E. F. Leopoldina. Uma alteração de traçado da linha original para Muriaé levou a Leopoldina a passar por uma pequena extensão dentro de território fluminense, onde estava Santo Antonio (Porciúncula), retornando para Minas, seguindo para Carangola, onde chegou em 1887. De 1911 a 1915, a Leopoldina prosseguiu a linha até Manhuaçu, seu ponto final.
O trecho Manhuaçu-Carangola foi fechado em 23 de julho de 1975. O trecho entre Porciúncula-Carangola foi fechado e erradicado em 1977, e em 1979, fechou-se a linha entre Cisneiros e Porciúncula, no qual também foi erradicada. O pequeno trecho Recreio-Cisneiros nunca foi oficialmente suprimido.
A Estação
A Estação de Santo Antônio do Carangola foi inaugurada em 1886 pela E. F. Carangola. No mesmo ano, a Estrada de Ferro Leopoldina, autorizada pelo Governo do Império, teve autorização para o tráfego de sua linha que passava por essa estação, ligando as estações de Antonio Prado e de Tombos, ambas em território mineiro, passando por dentro de curto trecho em terras fluminenses. Por causa disso, a Leopoldina não tinha autorização para ali embarcar ou desembarcar passageiros e cargas, sendo que apenas a E. F. Carangola, cuja linha começava realmente em Tombos e seguia no sentido de Itaperuna, na Província do Rio de Janeiro, tinha permissão para explorar. Em maio de 1890, a Cia. Barão de Araruama comprou a Cia. Carangola, mas no final desse mesmo ano, a Leopoldina incorporou esta nova empresa, e passou a ter autorização para utilizar a estação de Santo Antonio conforme lhe conviesse.
Mais tarde, a estação teve o nome alterado para Porciúncula. Durante a revolução de outubro de 1930, tropas mineiras invadiram a cidade de Porciúncula, cuja população fugiu. A estação abrigou o quartel-general dos revoltosos, comandados pelo major Seroa da Motta.
Os trens de passageiros, em 1976, saíam da cidade de Recreio, todos os dias às 6 da manhã e chegavam a Porciúncula às 10:47.
O trecho entre Porciúncula e Carangola foi desativado e erradicado em 17 de novembro de 1977, culminando também com as últimas viagens dos trens de passageiros na cidade.
Finalmente em 22 de janeiro de 1979, também foi suprimido o trecho entre Porciúncula e Cisneiros, fechando de vez a estação.

## Porciunculenses ilustres
- Albino Friaça Cardoso, futebolista.
- João Bello de Oliveira Filho, político.
- Eugênio de Proença Sigaud, artista.
- Jorge Antônio Deher Rachid, Secretário da Receita Federal do Brasil.
- Hydekel de Freitas Lima, Senador da República e Prefeito de Duque de Caxias.

## Datas comemorativas
- 20 de Janeiro - Festa de São Sebastião (Padroeiro secundário de Porciúncula, declarado pelo Bispo Dom Roberto Gomes Guimãres a pedido do Pároco Monsenhor Lamar Barrreto Calzolari)
- 13 de Junho-Festa de Santo Antônio Padroeiro da Cidade
- 11 de agosto - Dia de Santa Clara
- 21 de Agosto-Aniversário da Cidade

## Calendário festivo
Janeiro
- 11 a 20, Festa de São Sebastião

Maio
- 1, Tradicional festa do dia do trabalhador
- 28 à 30, Festa do Santa Clarense Ausente no 3º Distrito

Junho
- 1 a 13, Festa de Santo Antônio Padroeiro da Cidade
- 3, 4 e 5, Etapa Super Race de Voo Livre
- 11 a 13, Festa do Porciunculense Ausente
- 24, Tradicional Arraiá de Senhor Braizim

Agosto
- 21, Exposição Agropecuária e Industrial e aniversário da Cidade

Outubro
- Festa do Purilandense Ausente

Dezembro
- Festividades Natalinas